# アンタレスの星
『アンタレスの星』（アンタレスのほし）は宝塚歌劇団のミュージカル作品。星組公演。
宝塚の併演作品は『薔薇パニック』、東京と名古屋は『薔薇ファンタジア<薔薇パニック・改題>』。

## 解説
※『宝塚歌劇100年史（舞台編）』の宝塚大劇場公演のページを参照
アレクサンドル・デュマ・ペールの小説『モンテ・クリスト伯』を題材にした作品。
脚色上、原作ではダンテスと同一人物であるモンテ・クリスト伯を、復讐の手助けをする友人として登場させたり、原作者のデュマと脚色者とのやりとりが劇中に挿入されるなど趣向が加えられた作品。
瀬戸内美八のトップスター・お披露目公演。

## ストーリー
※『宝塚歌劇100年史（舞台編）』の宝塚大劇場公演のページを参照
無実の罪で投獄された主人公・ダンテスの数奇な運命、そしてついには結ばれなかった愛するメルセデスとの恋愛を扱っている。

## 公演期間と公演場所
- 1979年9月28日 - 11月6日[2]（新人公演：10月30日[4]）　宝塚大劇場
- 1980年1月1日 - 1月28日[5]（新人公演：1月20日[4]）　東京・新宿コマ劇場
- 1980年2月9日 - 2月17日[6]　名古屋・中日劇場

## 主な配役
※「（）」の人物は新人公演

### 宝塚大劇場
- エドモン・ダンテス - 瀬戸内美八（大浦みずき）[4]
- メルセデス - 遥くらら（湖条れいか）[4]
- モンテ・クリスト - 峰さを理
- ユージェニー - 東千晃
- モルセール伯爵 - 麻月鞠緒
- ダングラール男爵 - 沖ゆき子
- エルミーヌ - 淡路通子

### 新宿コマ劇場
- エドモン・ダンテス - 瀬戸内美八（大浦みずき）[4]
- メルセデス - 遥くらら（湖条れいか）[4]

## 宝塚大劇場公演のデータ
形式名は「宝塚ミュージカル・ロマン」。15場。副題は「"モンテ・クリスト伯"より」。

### スタッフ
- 脚本・演出：植田紳爾[2]
- 音楽[7]：寺田瀧雄、入江薫
- 音楽指揮[7]：野村陽児
- 振付[7]：喜多弘、岡正躬、黒瀧月紀夫
- 装置[7]：渡辺正男
- 衣装[7]：静間潮太郎
- 照明[8]：今井直次
- 音響[8]：松永浩志
- 小道具[8]：上田特市
- 効果[8]：中田正廣
- 演出助手[8]：正塚晴彦、谷正純
- 制作[8]：三宅征夫